# آيت عزيزة (الحمام)
آيت عزيزة هي إحدى مشيخات المملكة المغربية، تتبع جغرافيا لإقليم خنيفرة وإداريًا لالحمام. يقدر عدد سكانها بـ 1393 نسمة حسب الإحصاء الرسمي للسكان والسكنى لسنة 2004.